# Hárommalatin
Hárommalatin (szlovákul Malatíny) község Szlovákiában, a Zsolnai kerületben, a Liptószentmiklósi járásban.

## Fekvése
Liptószentmiklóstól 13 km-re nyugatra fekszik, a 18-as út mentén.

## Története
Malatina már 1263-ban létezett. 1341-ben „Malatin” néven írják. A 14. században három részre vált szét: Alsó-, Közép- és Felsőmalatinára, de a későbbiek folyamán is hivatkoznak rá egységes néven. Így 1365-ben „Malechyn”, 1386-ban „Malatinan”, 1407-ben „Malethin” néven említik.
Alsómalatin 1341-ben „Alsso Maletin” alakban bukkan fel. A Malatiny család birtoka, később a Fejérpataky és Kysel családoké. 1784-ben 38 házában 241 lakos élt. Birtokosa a Szokoly család volt.
Középmalatin-t 1461-ben említik először „Kezepsow Maletin” néven. 1477-ben „Mediocris Maletyn” alakban szerepel. A Pethő család birtokában állt. 1784-ben 13 háza volt 86 lakossal.
Felsőmalatin 1341-ben „Malatin a. n. Mechefelde” néven bukkan fel. A Malatiny család birtoka volt. 1784-ben 13 házában 72 lakos élt.
A 18. század végén Vályi András így ír róluk: „Alsó, Felső, és Középső Malatin. Három tót falu Liptó Várm. földes Urai több Uraságok, lakosaik katolikusok, és másfélék is, fekszenek F. Lipcsének szomszédságában, mellynek filiáji, földgyeik közép termékenységűek, réttyek, legelőjök meg lehetős, piatzozások Liptsén van.”
Később együtt Hárommalatinának (Tri Malatíny) nevezték el. 1828-ban az újraegyesített község 49 házában 494 lakos élt. Lakói földművesek, takácsok, tímárok, kosárfonók, a 19. századtól napszámosok voltak.
Fényes Elek 1851-ben kiadott geográfiai szótárában így ír a falu(k)ról: „Malatin (Alsó, Felső és Közép), 3 közel egymáshoz fekvő tót f., Liptó vgyében, 251 kath., 243 evang. lak., egy patak mind a hármat keresztül folyja. F. u. Maletinszky, Fejérpataky, Kissely. Ut. p. Rosenberg”
A trianoni diktátumig Liptó vármegye Németlipcsei járásához tartozott.

## Népessége
| Év:            | 1994. | 2004.   | 2014.    | 2024.    |
| -------------- | ----- | ------- | -------- | -------- |
| Emberek száma: | 162   | 149     | 201      | 259      |
| Eltérés:       |       | -8,02 % | +34,89 % | +28,85 % |

| Év:            | 2023. | 2024. |
| -------------- | ----- | ----- |
| Emberek száma: | 259   | 259   |
| Eltérés:       |       | +0 %  |

1910-ben 337, túlnyomórészt szlovák lakosa volt.
2001-ben 155 lakosából 146 szlovák volt.
2011-ben 204 lakosából 194 szlovák.

## Nevezetességei
- Harangláb

## Külső hivatkozások
- Községinfó
- Hárommalatin Szlovákia térképén
- E-obce.sk